# Christina O
Christina O — суперъяхта, одна из самых известных в своем классе. Изначально построена на канадской верфи Vickers в 1943 году, как эскортный фрегат «Stormont» типа «Ривер».
В 1947 году «Stormont» исключили из состава канадского флота и поставили на прикол. Позднее, его за 34 тыс. долларов выкупил греческий судовладелец, мультимиллионер Аристотель Онассис. Он решил превратить его в шикарную яхту — необычную по дизайну и непревзойденную по роскоши. Яхта получила наименование «Christina», в честь дочери Онассиса.
На борту яхты перебывало множество знаменитых личностей: Мэрилин Монро, Фрэнк Синатра, Мария Каллас, Жаклин Кеннеди, Пол Маккартни, Томми Ли и другие. После кончины Онассиса яхта перешла к греческому правительству, а затем была куплена греческим судовладельцем и другом семьи Онассисов Джоном Полом Папаниколау. Тот взял на себя расходы по ее восстановлению и стал использовать для чартерных перевозок.

## Наименования
Ранее яхта носила следующие наименования:
HMCS Stormont (1943—1954 гг.)
Christina (1954—1978 гг.)
Argo (1978—1998 гг.)